# アメリカ航空諮問委員会
アメリカ航空諮問委員会（アメリカこうくうしもんいいんかい、National Advisory Committee for Aeronautics、NACA）は、1915年3月3日に設立されたアメリカ合衆国連邦政府の機関の1つである。航空工学の研究の請負、推進、制度化等を担う。1958年10月1日にこの組織は解体され、資産や人員は、新設されたアメリカ航空宇宙局(National Aeronautics and Space Administration、NASA)に移った。頭字語のNACAは、アクロニムの「ナカ」ではなく、アルファベットごとに区切って「エヌエーシーエー」と読む。NACAの成果は、今日の航空機にも用いられている。

## 設立

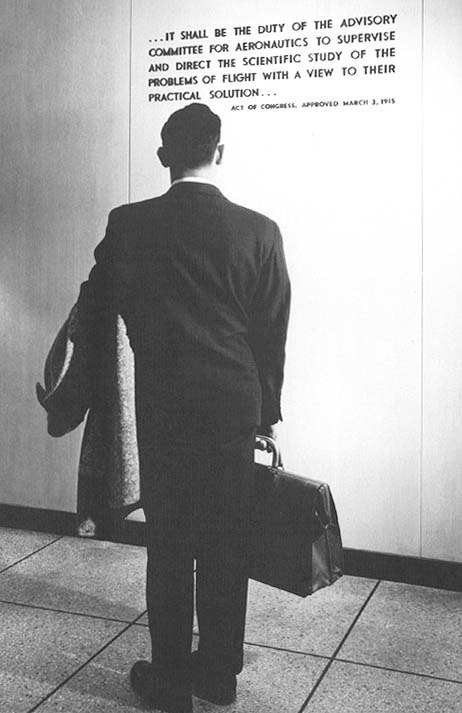
壁には、NACAの綱領が掲げられている。

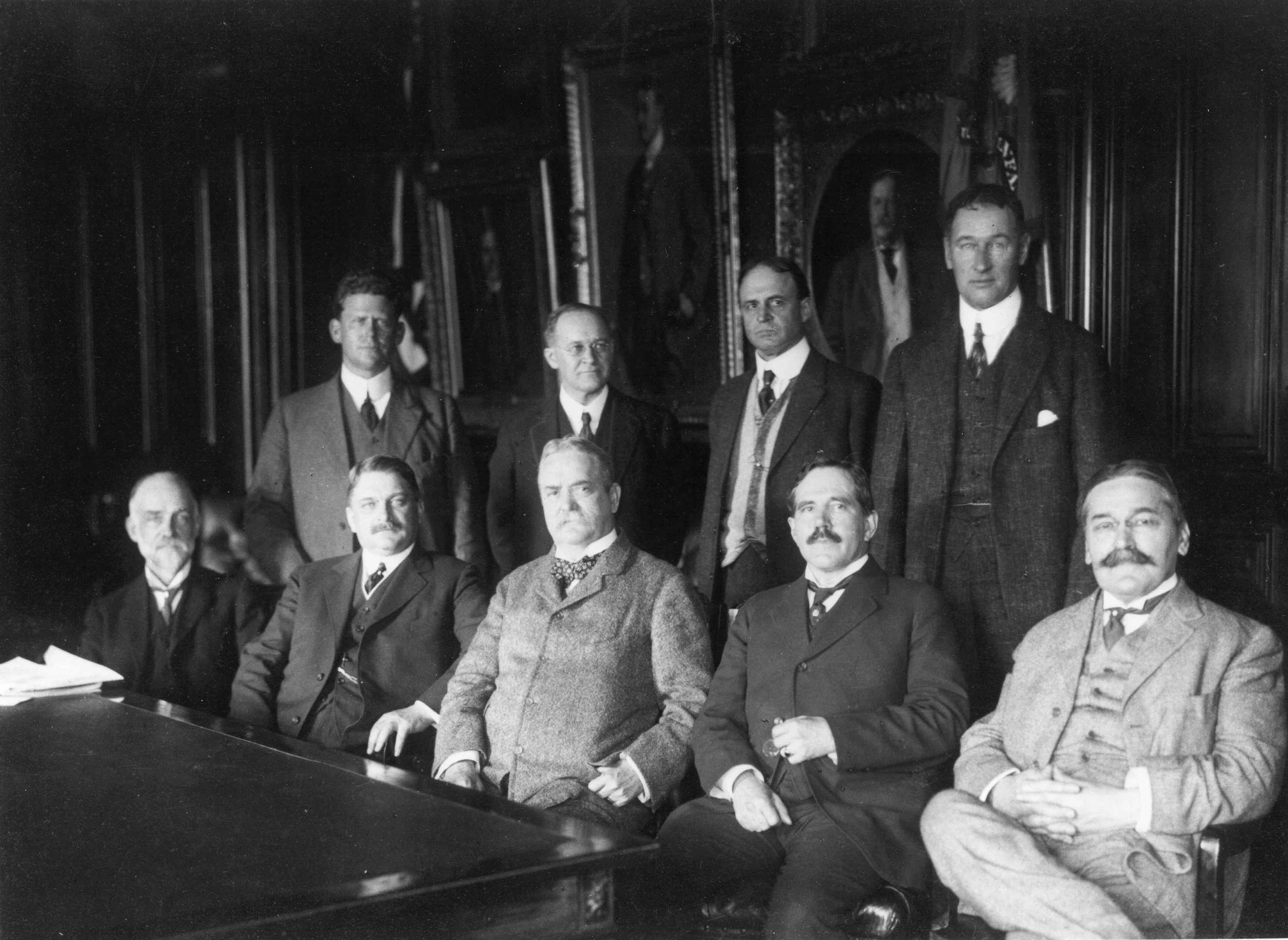
1915年に行われたNACAでの最初の会議の様子

NACAは、第一次世界大戦中に、戦争関連のプロジェクトの産官学の連携を推進するための緊急措置として誕生した。ヨーロッパで作られていた、フランスの“L’Etablissement Central de l’Aerostation Militaire”、ドイツの“Aerodynamical Laboratory of the University of Gottingen”、ロシアの“Aerodynamic Institute of Koutchino”、そして最も影響を与えたイギリスの“Advisory Committee for Aeronautics”等の類似の国家機関がモデルにされた。
1912年12月、ウィリアム・タフト大統領は、カーネギー研究所の所長であったロバート・ウッドワードをNational Aerodynamical Laboratory Commissionの委員長に指名した。委員会の設置を承認する法律案が1913年1月初めに両議会に提出されたが、投票によって成立しなかった。
1907年から1927年にスミソニアン協会の会長を務めたチャールズ・ウォルコットと上院議員ベンジャミン・ティルマン、下院議員アーネスト・ロバーツらの尽力により、1915年1月、諮問委員会設置の勧告が出された。委員会の目的は、「飛行の問題点の現実的な解決法の観点での研究の監督と解決すべき課題の決定、その解決法の議論と応用」であった。
1915年3月3日、第63回アメリカ合衆国議会の最終日、ウッドロウ・ウィルソン大統領は法案に署名し、NACAの設置は承認された。

## 研究

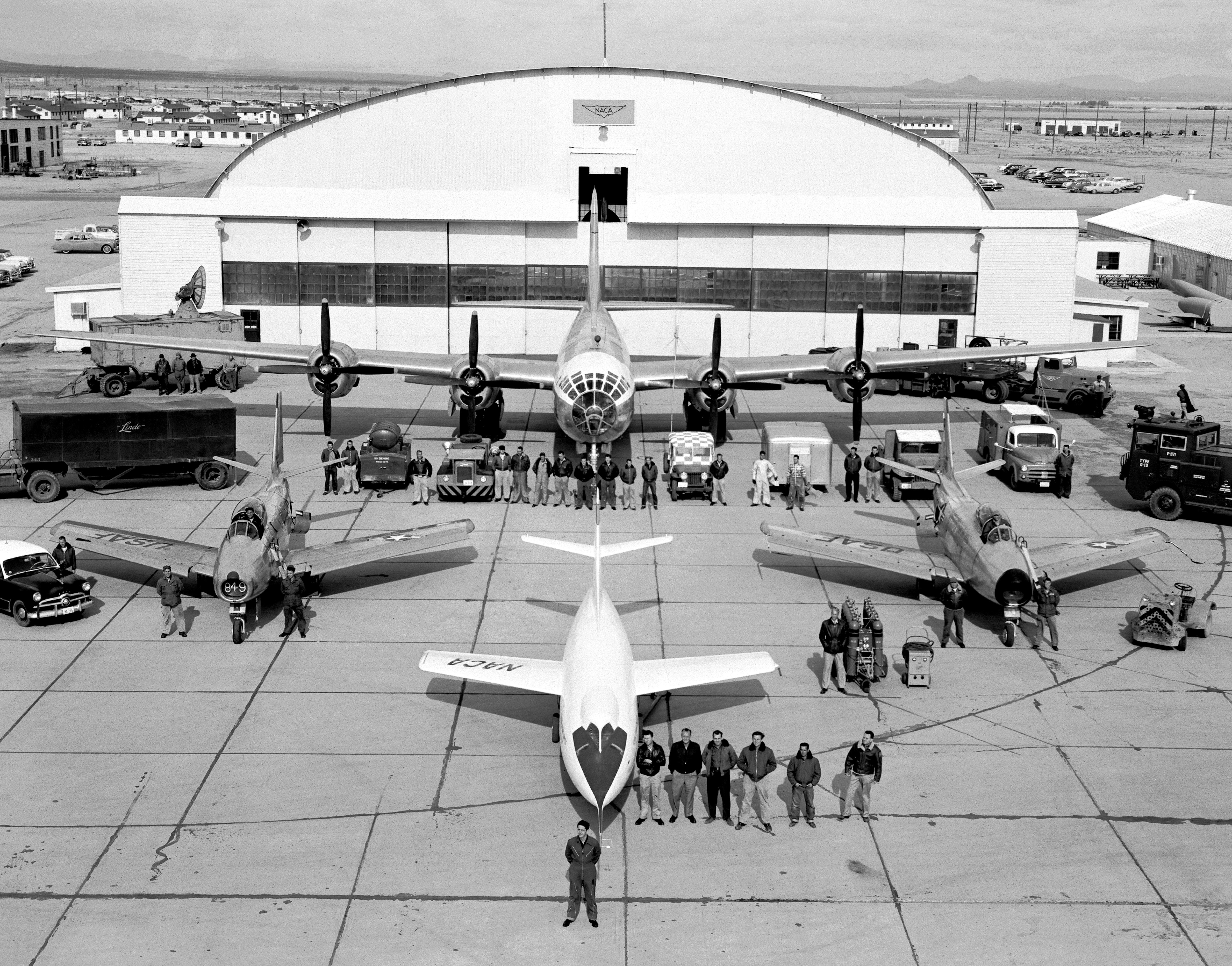
ドライデン飛行研究センターでの飛行試験。前の白色の航空機は、D-558-2

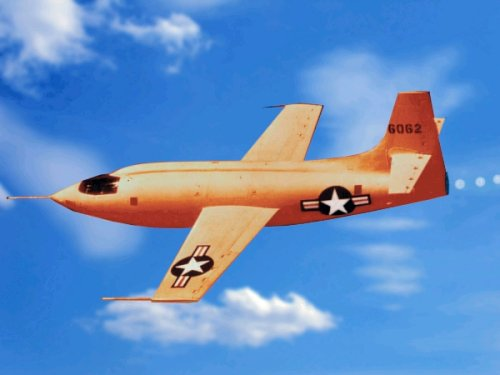
NACAのXS-1(X-1)

1920年1月29日、ウィルソン大統領は、航空機のパイオニアであるオーヴィル・ライトをNACAの委員に指名した。1920年代初め、委員会は新しくより野心的なミッションを採択した。研究の応用を通じて、現在のニーズに見合った軍事及び民間の航空を推進するというものであった。NACAの研究者はこのミッションを追求し、NACAは室内風洞やエンジン試験場、飛行試験施設等をそろえた。民間や軍事の関係者も契約に基づいてNACAの施設を利用することができた。

### 施設
- ラングレー研究所（ハンプトン (バージニア州)）
- エイムズ研究センター（モフェット連邦飛行場）
- 航空機エンジン研究所（グレン研究センター）
- ドライデン飛行研究センター（エドワーズ空軍基地）

1922年時点で、NACAには100人の職員がいたが、1938年には426人になった。公的な役割の他、研究員は非公式の「無許可の」研究も行い、1930年代のエンジンカバー、1940年代の翼、1950年代の超音速機のエリアルール等、その成果は基礎研究のブレークスルーにつながったものもある。一方、1941年には、P-38の圧縮率の問題解決のため、風洞の速度を上げることを拒絶した。

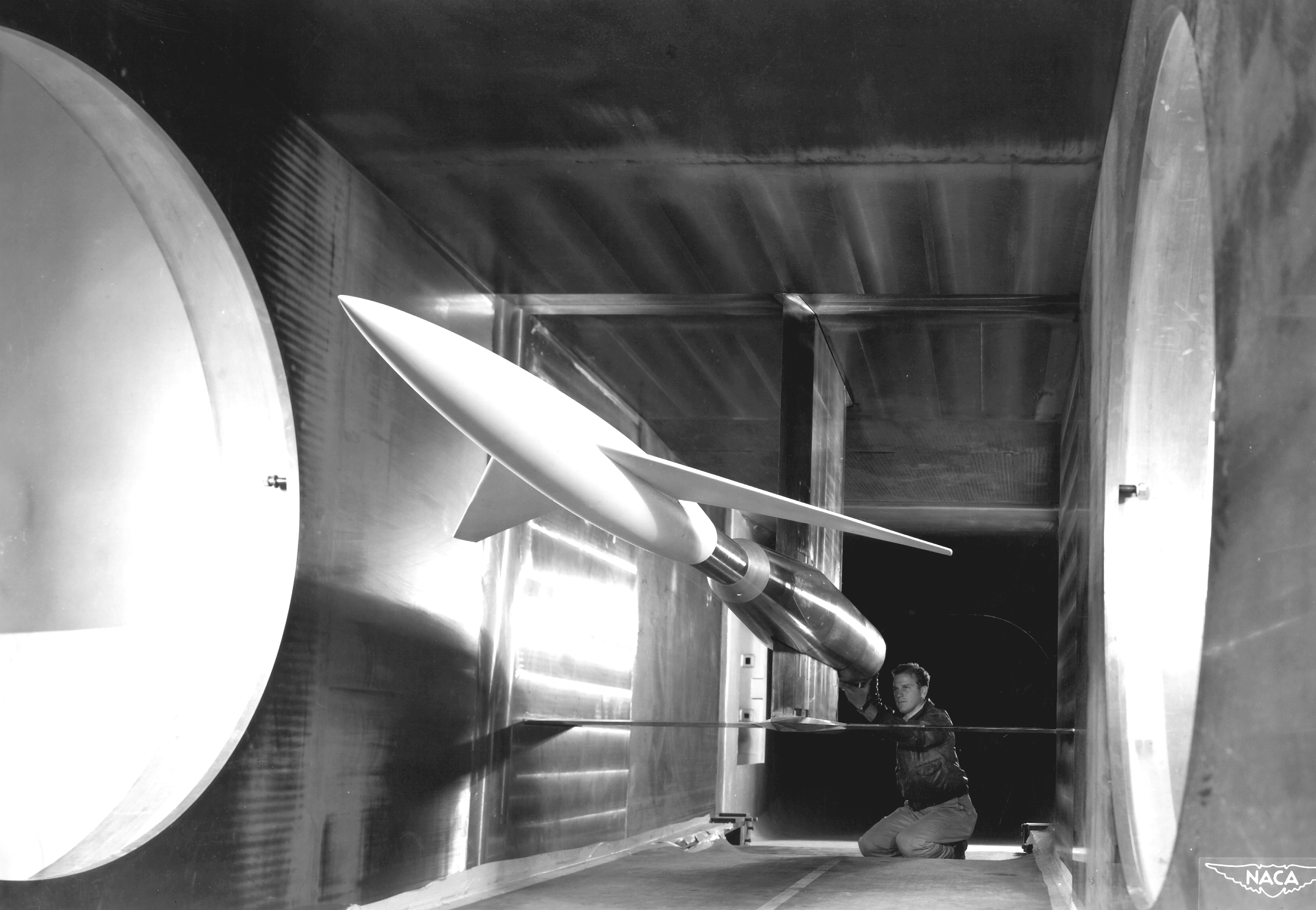
超音速風洞

ラングレー研究所の9.1×18mの風洞は、160km/hの速度しか出なかった。また、モフェット連邦飛行場の2.1×3.0mの風洞でも400km/hの速度しか出なかった。ロッキードの技術者は、これらの速度では、目的に耐えないと判断した。ヘンリー・アーノルド将軍は、この問題を取り上げ、NACAの反対を却下した。その結果、NACAはいくつかの高速風洞を設置し、1942年にはモフェット連邦飛行場に、マッハ0.75（920km/h）の4.9mの風洞が完成した。
NACAは、初めて音速の壁を破った航空機は、自分達が開発したものだと主張している（ただし、X-1は、アメリカ空軍の所有であり、操縦もアメリカ空軍のパイロットが行った）。またNACAは、初めて宇宙の端に到達した航空機（X-15）も自分達のものだと主張している。NACAの開発した翼は、現在でもF-22等の航空機に用いられている。
1946年9月30日、ウォルター・ウィリアムズら5人のNACAの技術者は、NACAとアメリカ空軍と共同でのX-1の研究開発のため、ラングレー研究所からエドワーズ空軍基地に移った。
1951年、リチャード・ウィットコムは、航空機上での遷音速の流れを物理理論的に説明する、遷音速でのエリアルールを決定した。
NACAでの経験は、第二次世界大戦時における研究、戦後の国立研究所等についての強力なモデルになり、戦後はアメリカ航空宇宙局(NASA)に引き継がれた。

## 宇宙技術に関する特別委員会

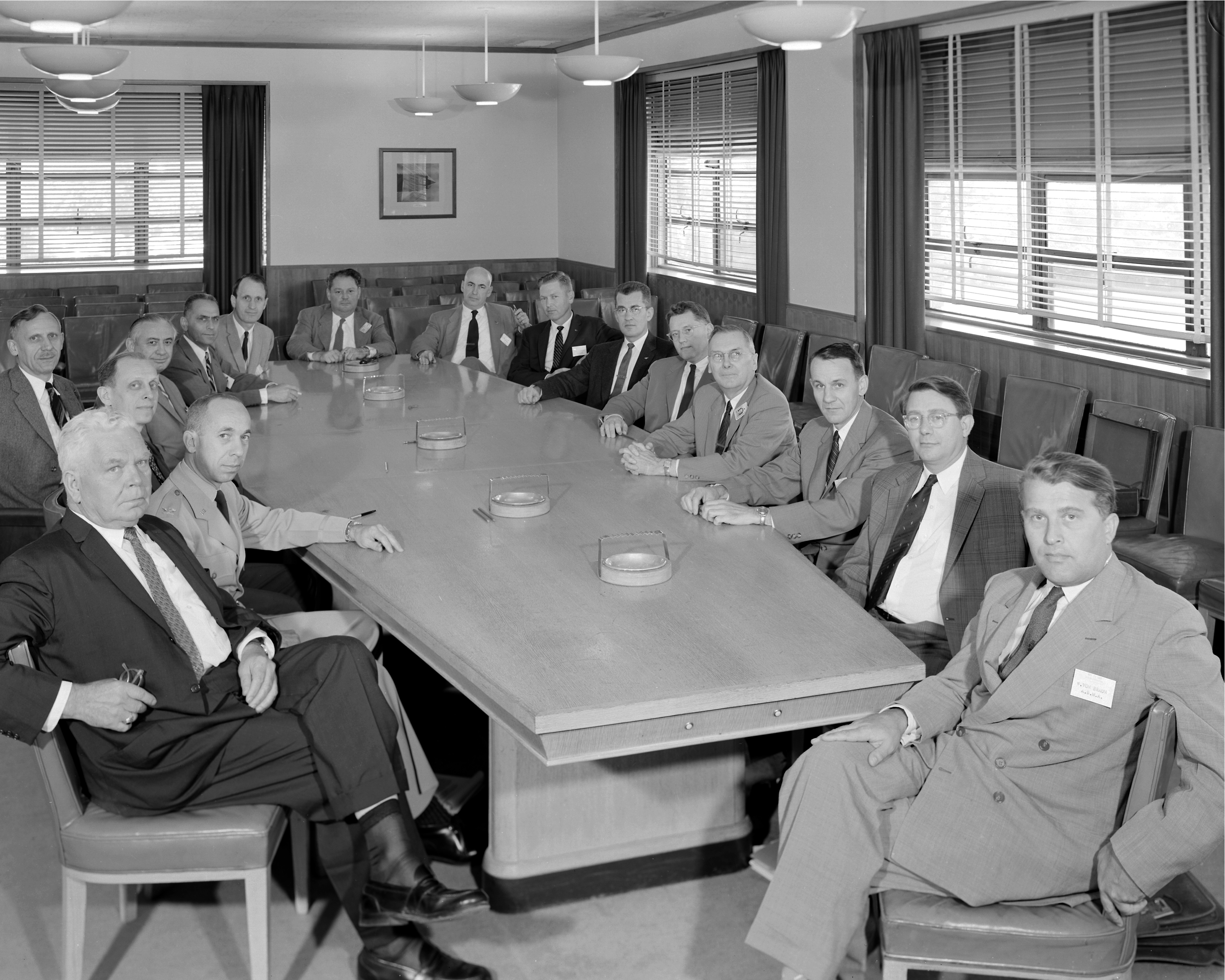
最前列がフォン・ブラウン、左に4人目がウェイド・ボーデ

1957年11月21日、NACAの事務局長ヒュー・ドライデンは、宇宙技術に関する特別委員会を設立した。この委員会は、委員長のガイフォード・スティーバーの名前を取ってスティーバー委員会とも呼ばれ、連邦政府の各局間やアメリカ合衆国内の民間企業、大学との間の協力を担い、それぞれの知見を宇宙計画の策定に活かすための特別な運営委員会であった。
特に、第二次世界大戦でロンドン上空のドイツ軍のV1飛行爆弾を打ち落とした自動追跡迫撃砲を開発したヘンドリック・ウェイド・ボーデが、ロンドンを空襲したドイツ軍のV2ロケットを開発したヴェルナー・フォン・ブラウンと同じ会議で同じテーブルに着いたのは、珍しい出来事であった。

## NASAへの改組
1958年1月14日、ドライデンは、スプートニク・ショックを受けて"A National Research Program for Space Technology,"という文書を出し、宇宙開発技術の拡大を訴えた。
1958年3月、大統領直属科学諮問委員会委員長のジェームズ・キリアン
は、ドワイト・D・アイゼンハワー大統領に対し、"Organization for Civil Space Programs,"と題する覚書を渡し、NASA設立の認可を要請した。彼は、非軍事の宇宙計画は、NACAの強化と再組織化に基づくべきだとし、NACAは7,500人の職員と3億ドルの施設を有する「進行中の連邦研究組織」であることを指摘して、「最小限の遅れで」研究計画を拡大することができるとした。

## NASAの諮問機関
NASAが1958年に設立されると、NACAは解体され、ラングレー研究所、エイムズ研究センター、グレン研究センター等の研究施設は、アメリカ陸軍やアメリカ海軍のいくつかの施設とともに新しい組織に引き継がれた。1967年、アメリカ議会はNASAに、NASA長官に対して、NASAの宇宙計画の安全性の問題や危険性について助言を与えるAerospace Safety Advisory Panel (ASAP)を設置することを指示した。さらに、NASAには、Space Program Advisory CouncilやResearch and Technology Advisory Council等の諮問機関も設置された。
1977年、これらが合併し、NASA Advisory Council (NAC)が設置された。

## 歴代委員長
1. ジョージ・スクリブン（アメリカ陸軍）1915年-1916年
2. ウィリアム・ドゥランド（スタンフォード大学）1916年-1918年
3. ジョン・フリーマン（コンサルタント）1918年-1919年
4. チャールズ・ウォルコット（スミソニアン協会）1920年-1927年
5. ジョセフ・エイムズ（ジョンズ・ホプキンス大学）1927年-1939年
6. ヴァネヴァー・ブッシュ（カーネギー研究所）1940年-1941年
7. ジェローム・ハンセイカー（アメリカ海軍、マサチューセッツ工科大学）1941年-1956年
8. ジミー・ドーリットル（シェル石油）1957年-1958年

## 関連文献
- John Henry, et al.  Orders of Magnitude: A History of the NACA and NASA, 1915-1990.
- Alex Roland. Model Research: The National Advisory Committee for Aeronautics, 1915-1958.
- James Hansen. Engineer in Charge: A History of the Langley Aeronautical Laboratory, 1917-1958.
- Michael H. Gorn, Expanding the envelope ? Flight Research at NACA and NASA.